# (474013) 2016 FO54
(474013) 2016 FO54 es un asteroide perteneciente al cinturón de asteroides, descubierto el 29 de marzo de 2000 por el equipo del Lincoln Near-Earth Asteroid Research desde el Laboratorio Lincoln, Socorro, Nuevo México.

## Designación y nombre
Designado provisionalmente como 2016 FO54.

## Características orbitales
2016 FO54 está situado a una distancia media del Sol de 3,045 ua, pudiendo alejarse hasta 3,751 ua y acercarse hasta 2,338 ua. Su excentricidad es 0,231 y la inclinación orbital 19,76 grados. Emplea 1941 días en completar una órbita alrededor del Sol.

## Características físicas
La magnitud absoluta de 2016 FO54 es 16,733. Tiene 2,139 km de diámetro.